# Mary Anne Barlow
Mary Anne Barlow (Harare, 21 de noviembre de 1973) es una actriz y locutora sudafricana, conocida por su participación en las series de televisión Mama Jack, Wild at Heart y Prey.

## Biografía
Barlow nació el 21 de noviembre de 1973 en Harare, Zimbabue. En 1997 obtuvo su Diplomado en Arte Dramático.

## Carrera profesional
Actuó en la popular obra de teatro Eskorts en 1997 en el Teatro Mandy Breytenbach de Pretoria y The Vagina Monologue Excerpts en 2003. En 2006, se unió al elenco principal de la serie Shado's e interpretó a la 'Dra. Sam Jones en la temporada 4 de la serie Jacob's Cross.
Es conocida por su interpretación de 'Coreen McKenzie Edwards' en la serie televisiva Egoli: Place of Gold, en la cual participó desde 1997 hasta 2003. También ha aparecido en series  internacionales como  en la serie  británica Wild at Heart' dando vida a 'Vanessa' desde 2009. Realizó papeles de apoyo en las películas Last Rites of Passage y Cape of Good Hope. En 2004, protagonizó la película Roxi y en 2005, la película Mama Jack, junto con Leon Schuster.
También ha participado en series como Isidingo, Binnelanders, Ihawu, Roer Jou Voete y Snitch. En 2016, interpretó el papel de 'Margaret Wallace' en la miniserie de televisión Ciudad del Cabo. En julio de 2020, fue elegida para la serie de televisión Legacy, donde interpretó el papel de 'Felicity Price'.

## Filmografía
| Año  | Título                    | Rol                     | Tipo                     | Ref. |
| ---- | ------------------------- | ----------------------- | ------------------------ | ---- |
| 1991 | Egoli: Place of Gold      | Coreen McKenzie Edwards | Serie de televisión      |      |
| 2004 | Snitch                    | Francine Cullinan       | Serie de televisión      |      |
| 2004 | Cape of Good Hope         | Lisa Van Heern          | Película                 |      |
| 2005 | Roxi                      | Roxi / madrastra        | Película para televisión |      |
| 2005 | Mama Jack                 | Angela                  | Película                 |      |
| 2006 | Number 10                 | Angela                  | Película                 |      |
| 2007 | Prey                      | Ranger in Radio Room    | Película                 |      |
| 2007 | The Last Rites of Passage | Tracey                  | Cortometraje             |      |
| 2009 | Diamonds                  | Vicky Doyle             | Película para televisión |      |
| 2009 | The Philanthropist        | Entrevistador           | Serie de televisión      |      |
| 2011 | Wild at Heart             | Vanessa                 | Serie de televisión      |      |
| 2011 | Winnie Mandela            | Reportera TRC           | Película                 |      |
| 2015 | Sheila                    | Angela                  | Cortometraje             |      |
| 2016 | Cape Town                 | Margaret Wallace        | Miniserie de televisión  |      |
| 2017 | Black Sails               | Margaret Underhill      | Serie de televisión      |      |
| 2017 | Thula's Vine              | Suzanne                 | Serie de televisión      |      |
| 2017 | Taryn & Sharon            | Laurie                  | Serie de televisión      |      |
| 2018 | Farewell Ella Bella       | Sarah                   | Película                 |      |
| 2020 | Legacy                    | Felicity Price          | Serie de televisión      |      |
| 2020 | Heks                      | Kelly / Lisa            | Película                 |      |
| 2018 | The River                 | Gail Mathabatha         | Serie de televisión      |      |